# Histoire philatélique et postale de l'Empire colonial français
Niveau d'avancement.
Premier jet paragraphe « La réforme postale », paragraphe « Les zones d'influence postale de la France » en cours de réalisation (donc incomplet !).
Ceci est une introduction à l'histoire postale et philatélique de l'Empire colonial français.

## La réforme postale
La grande réforme postale lancée en Grande-Bretagne en 1840 fut appliquée en France en 1849 et à partir de 1859 dans les colonies françaises.

### les premiers timbres
Cela s'est traduit par plusieurs émissions dites « Colonies générales » :
- Le type Aigle (non dentelé) de 1859 à 1865, c'est 6 timbres qui ont été émis couvrant les besoins (1c olive, 5c vert, 10c bistre, 20c bleu, 40c vermillon et 80c rose)
- Une adaptation des timbres de la métropole. Il s'agit de timbres identiques aux timbres utilisés en métropole mais ils sont non dentelés pour les colonies. On retrouve essentiellement :
  - Le type Napoléon en 1871, par exemple le timbre à 30 centimes brun dentelé de type Empire lauré  (émission métropolitaine YT n° 30, devient en version non-dentelé le YT n°9 des colonies générales). C'est 4 timbres qui ont été émis  (1c vert olive, 5c vert jaune, 30c brun et 80c rose)
  - Le type Céres - de 1871 à 1876, par exemple le timbre à 20 centimes bleu dentelé de type Céres  (émission métropolitaine YT n° 37, devient en version non-dentelé le YT n°12 des colonies générales). C'est 13 timbres qui ont été émis (de 1c à 80c)
  - le type Sage - en 1876, par exemple le timbre à 2 centimes brun-rouge dentelé de type Sage (émission métropolitaine YT n° 85, devient en version non-dentelé le YT n°38 des colonies générales)
- et enfin, le type Alphée Dubois, dentelé, en 1881. Cette série comporte quatorze timbres-poste émis à partir de mai-juin 1881. Elle est utilisable dans l'ensemble des colonies françaises, pour lesquelles elle constitue la dernière émission de timbres pour « Colonies générales ».

### Les oblitérations
Les premières oblitérations utilisaient des losanges de points avec un code à trois lettres qui identifiait le pays d'envoi, et plus précisément :

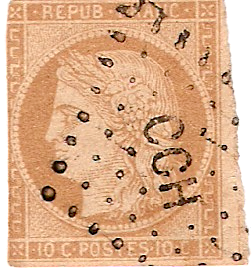
Timbre des colonies de 1871 oblitéré par le losange CCH (Cochinchine)

- ASI — Assinie, ancien nom de la Côte d'Ivoire
- CCH — Cochinchine, voir Indochine
- GAB — Gabon
- GOR — Gorée, voir Sénégal
- GPE — Guadeloupe
- INDE — Inde française
- MQE — Martinique
- NSB — Nossi-Bé
- OCN — Océanie
- SNG — Sénégal
- SPM — Saint-Pierre-et-Miquelon

## La diversification

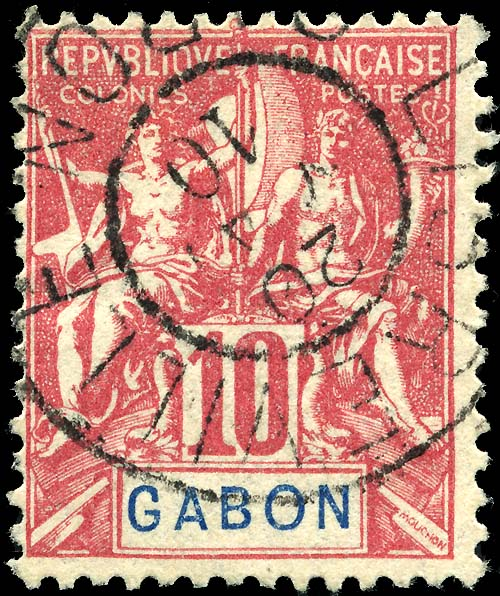
10 centimes Navigation & Commerce, utilisé à Libreville en 1910.

À partir de 1890 apparurent des émissions propres à chaque colonie.

### Les surcharges
Dans un premier temps, il s'agissait de simples surcharges au nom de la colonie sur le stock de timbres au type Alphée Dubois. En effet, l'évolution très différente des cours des changes d'une colonie à l'autre entraîne une spéculation sur le marché du timbre neuf.
Et dans un second temps, une seconde surcharge qui modifie la valeur faciale, est éventuellement apposée par chaque colonie.

### Le type Navigation et Commerce
Les timbres des émissions "Colonies Générales" sont remplacés par les timbres-poste au type Groupe. Ils se différencient par un cadre dans lequel est imprimé le nom de la colonie d'usage du timbre. Ils sont émis à partir de 1892.

### Le type Blanc
À partir de 1902, sur la base du type Blanc émis pour la métropole, une série de timbres intégrant le nom des colonies du pourtour méditerranéen et la Chine a été émise.
Pour l'Algérie, ce sont les types Blanc de la métropole qui ont été surchargés avec la mention ALGERIE.
Une partie des timbres a été surchargée pour modifier la valeur faciale en lien avec les monnaies locales.

### Le Type Mouchon
À partir de 1902, sur la base du type Mouchon retouché émis pour la métropole, une série de timbres intégrant le nom de certaines colonies du pourtour méditerranéen, Zanzibar et la Chine a été émis.
Une partie des timbres a été surchargée pour modifier la valeur faciale en lien avec les monnaies locales.

### Le Type Semeuse
À partir de 1924, sur la base du type Semeuse émis pour la métropole, une série de timbres a été créée avec des surcharges spécifiques à certaines colonies du pourtour méditerranéen (Alaouite, Algérie, Liban, Syrie, autres).

### Le Type Merson
À partir de 1902, sur la base du type Merson émis pour la métropole, une série de timbres intégrant le nom de certaines colonies du pourtour méditerranéen, Zanzibar et la Chine a été émise.
Une partie des timbres a été surchargée pour modifier la valeur faciale en lien avec les monnaies locales.
À partir de 1923, sur la base du type Merson émis pour la métropole, une série de timbres a été créée avec des surcharges spécifiques à certaines colonies du pourtour méditerranéen (Alaouite, Algérie, Liban, Memel, Syrie)

### Le type Pasteur
À partir de 1923, sur la base du type Pasteur émis pour la métropole, une série de timbres a été créée avec des surcharges spécifiques à certaines colonies du pourtour méditerranéen (Alaouite, Algérie, Liban, Syrie).

### Marianne et Coq d'Alger, Marianne de muller
À la fin de la Seconde Guerre mondiale, la Marianne d'Alger et le Coq d'Alger sont émises à partir de 1944 en Algérie française. Elles seront utilisées dans les territoires français libérés. Il existe deux versions :
- une mention « POSTES ALGERIE » pour servir dans la colonie française,

- une mention « POSTES » pour servir en métropole au fur et à mesure de la Libération.

### Surcharges CFA et Algérie
Après la Libération, les surcharges "CFA" (pour la Réunion) et "ALGERIE" sont ajoutés sur certains timbres de la métropole.

## Les zones d'influence postale de la France
Cette liste n'est pas limitée aux colonies au sens strict.
- Afrique-Équatoriale française

À partir de 1936, le Gabon, le Moyen-Congo, l'Oubangui-Chari et le Tchad sont regroupés d'un point de vue postal au sein de l'Afrique-Équatoriale française (AEF).
Dans un premier temps pour le Gabon et le Moyen-Congo, leurs timbres ont été surchargés « Afrique / Équatoriale / française », ensuite des séries spécifiques seront émises.
Durant la Seconde Guerre mondiale, la série de 1937 a été surchargée « Afrique française / libre » ou tout simplement « Libre ».
En Algérie, après 34 ans d'émission propres, un dernier timbre est émis en 1958 et représente le 10e anniversaire des droits de l'homme.
- Afrique-Occidentale française

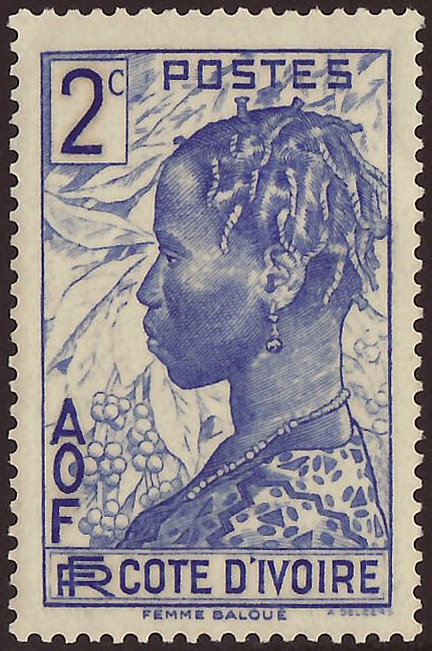
Timbre de Côte d'Ivoire de 1936.

À partir de 1934, la Côte-d'Ivoire, le Dahomey, la Guinée, la Haute-Volta, la Mauritanie, le Niger, le Sénégal et le Soudan sont rattachés postalement à l'Afrique Occidentale Française. Mais c'est à partir de 1938 que sont émises des séries de timbres communs avec l'indication Afrique Occidentale Française (AOF). Cela perdurera jusqu'en 1944, et les émissions propres aux pays indépendants reprendront à partir de 1959-60.
- Alexandrie (Bureau français)
- Algérie
- Bénin
- Cameroun
- Chine
- Comores
- Côte d'Ivoire
- Côte française des Somalis - voir aussi Territoire français des Afars et des Issas, Djibouti, Obock
- Crète
- Djibouti - voir aussi Côte française des Somalis
- Égypte
- Empire ottoman, voir Levant
- Gabon
- Guadeloupe
- Guyane - voir aussi Inini
- Indochine
- Levant
- Mali
- Maroc
- Madagascar
- Martinique
- Mayotte
- Monaco
- Nossi-Bé
- Obock - voir aussi Côte française des Somalis
- Réunion
- Port-Saïd
- Saint-Pierre-et-Miquelon
- Sarre
- Sénégal
- Tchad
- Territoire français des Afars et des Issas - voir aussi Côte française des Somalis
- Tunisie